# Liedpostkarte

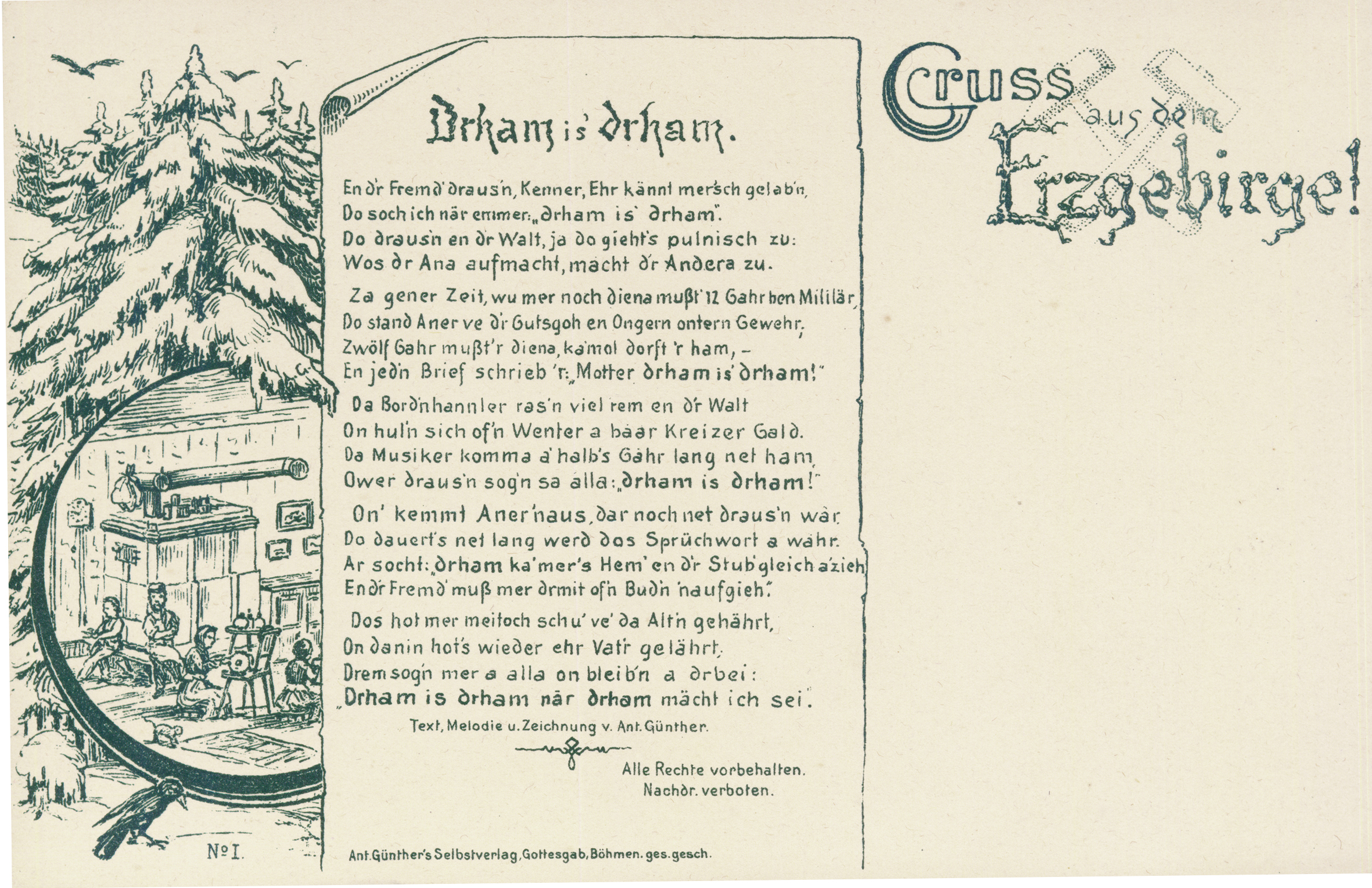
Das Motiv der allerersten Liedpostkarte „Drham is' drham“ von Anton Günther, 1895. Hier in einer Version um 1902

Liedpostkarten sind Postkarten, auf denen neben kompletten Liedtexten und Notenbildern meist auch noch eine Illustration enthalten ist. Ausgehend vom böhmischen Teil des Erzgebirges und fast parallel Österreich-Ungarn und Bayern gewannen sie ab 1895 an Popularität und trugen wesentlich zur Verbreitung von Liedgut bei.

## Die ersten Liedpostkarten

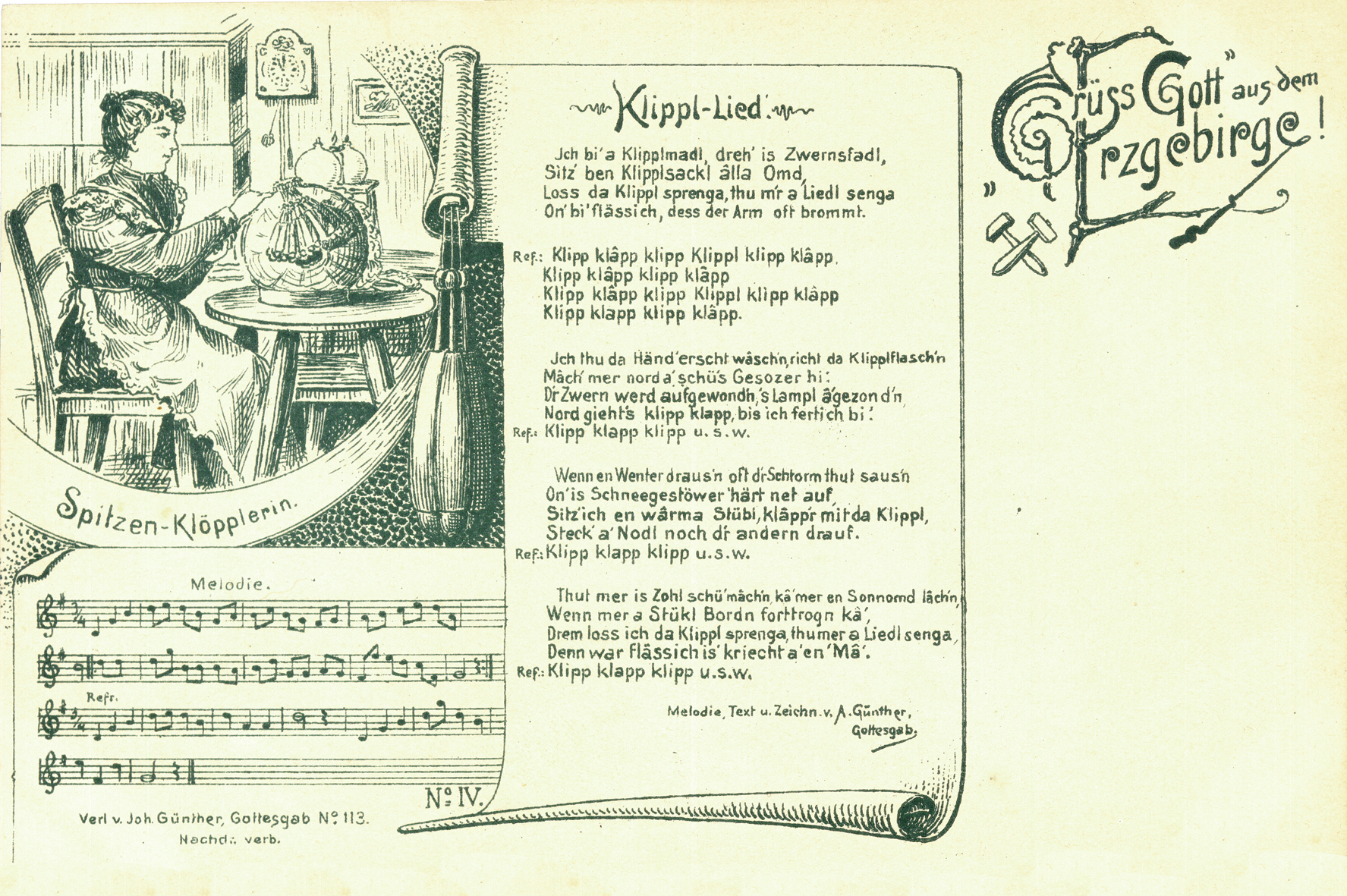
Klippl-Lied – die möglicherweise erste Karte Anton Günthers mit Text- und Notenbild, 1899

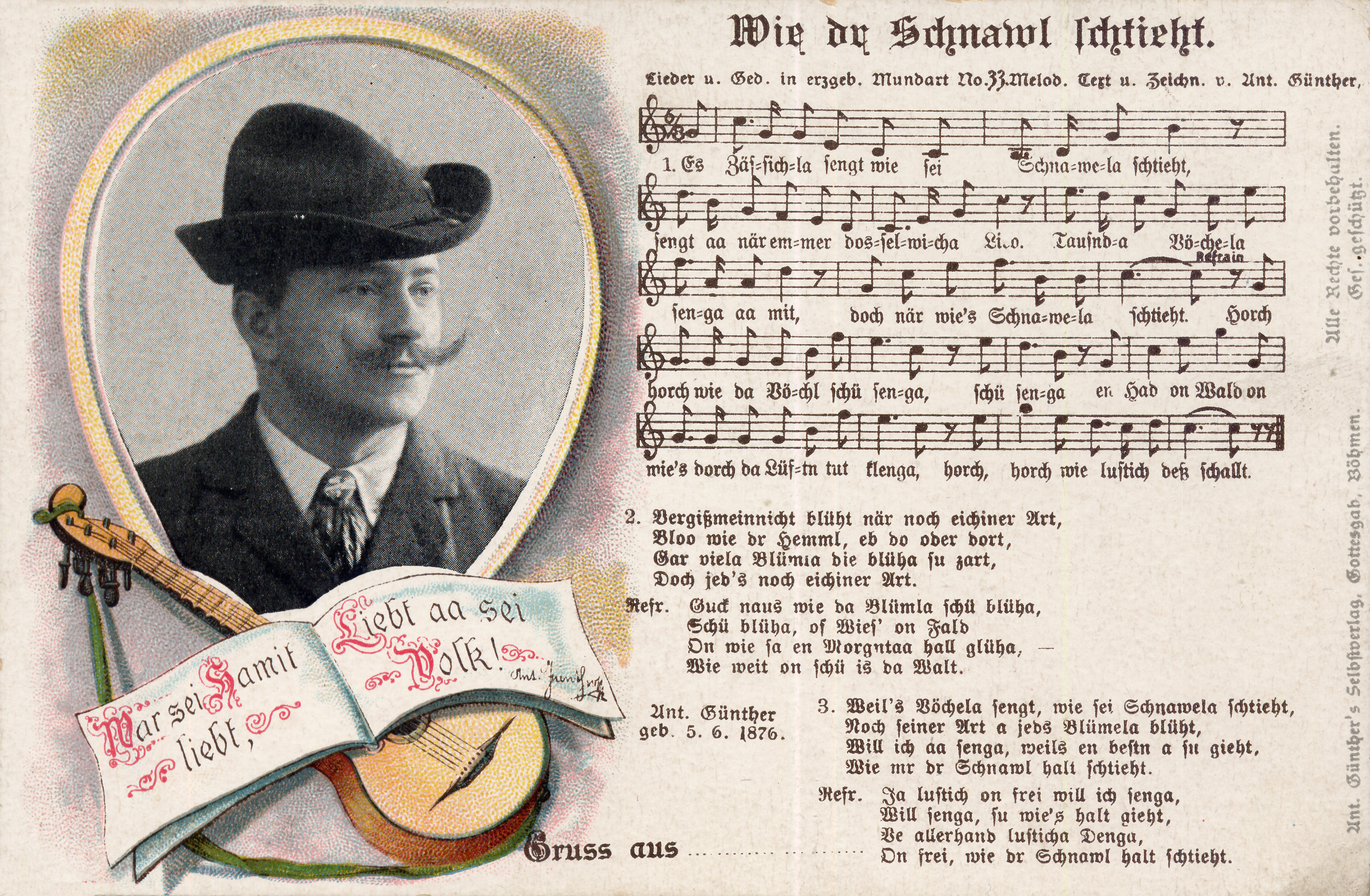
Wie dr Schnawl schtieht – eine Liedpostkarte von und mit dem Porträt Anton Günthers, 1911

Postkarten mit Liedzeilen tauchten vereinzelt schon um 1895 auf. Die Karten, die vornehmlich im österreichisch-ungarischen Raum erschienen, zeigen aber jeweils nur eine Strophe oder den Reim mit einem vereinfachten Notenbild. Erstmals komplette Lieder (allerdings bis 1899 noch ohne Noten) erschienen ab 1895/96 im böhmischen Teil des Erzgebirges von Anton Günther (1876–1937). Der gilt deshalb als eigentlicher Begründer der Liedpostkarte, deren Charakteristik ein kompletter Text mit Notenbild ist.
Anton Günter, der spätere Volkssänger aus Gottesgab in Böhmen (heute Boží Dar) brachte während seiner Lehre zum Lithographen in Prag 1895 mit „Drham is’ drham“ erstmals ein ganzes Lied mit fünf Strophen und zusammen mit einer eigenen einfarbigen Lithographie auf eine Postkarte. Die Erstauflage betrug 100 Stück. Günther selbst nannte die Karten Liederkarte.
1898 ließ er mit „Groshahner“ (Nr. II) und „Schwammagieher“ (Nr. III) zwei weitere Karten mit kompletten Liedtexten folgten. 1899 folgten Günthers erste Karten mit Bild, Text und einem vereinfachten Notenbild. Unklar ist, welche Karte die erste mit einem Notenbild war. Möglicherweise war dies das „Klippl-Lied“ (Nr. IV), aber auch „Da Pfeif“ (Nr. IX) oder die erste Version der Karte „Da Uf’nbank“ (Nr. X) wären denkbar. Der Nachweis ist nahezu unmöglich, da die Familie Günther bei ihrer Vertreibung keine diesbezüglichen Unterlagen retten konnte.

## Die Liedpostkarte im Erzgebirge und Vogtland
Die große Verbreitung der Volks- und Weihnachtslieder im Erzgebirge und Vogtland ist maßgeblich der Liedpostkarte zu verdanken, deren Form eindeutig auf Anton Günther und Hans Soph (1869–1954) zurückgehen. Der in Platten (Horní Blatná) geborene Soph nutzte ähnlich wie Günther seine künstlerischen Fähigkeiten und die Ausbildung zum Porzellanmaler ab 1915 in Zwickau, um seine Lieder im Selbstverlag mit eigener Zeichnungen und Noten versehen als Liedpostkarten unter die Leute zu bringen.
Das machte Schule und als Arthur Vogel im väterlichen „Kunstverlag Wilhelm Vogel, Schwarzenberg“ anderen Heimatdichtern und -sängern ab 1899 die Chance bot, ihre Lieder auf Postkarten zu veröffentlichen, nachdem er bei Anton Günther in Gottesgab zu Besuch gewesen war und erstmals dessen Liedpostkarten bewunderte, war der Siegeszug der Liedpostkarte nicht mehr zu stoppen. Vogel, der ab 1920 auch die Günther-Karten vertrieb, erreichte mit seiner etwa 70 Karten umfassenden Liedpostkartenserie hohe Auflagen. In diesem Verlag erschien erstmals und als Nummer 1 vermutlich 1899 der Vuglbärbaam von August Max Schreyer, die heimliche Hymne des Erzgebirges.

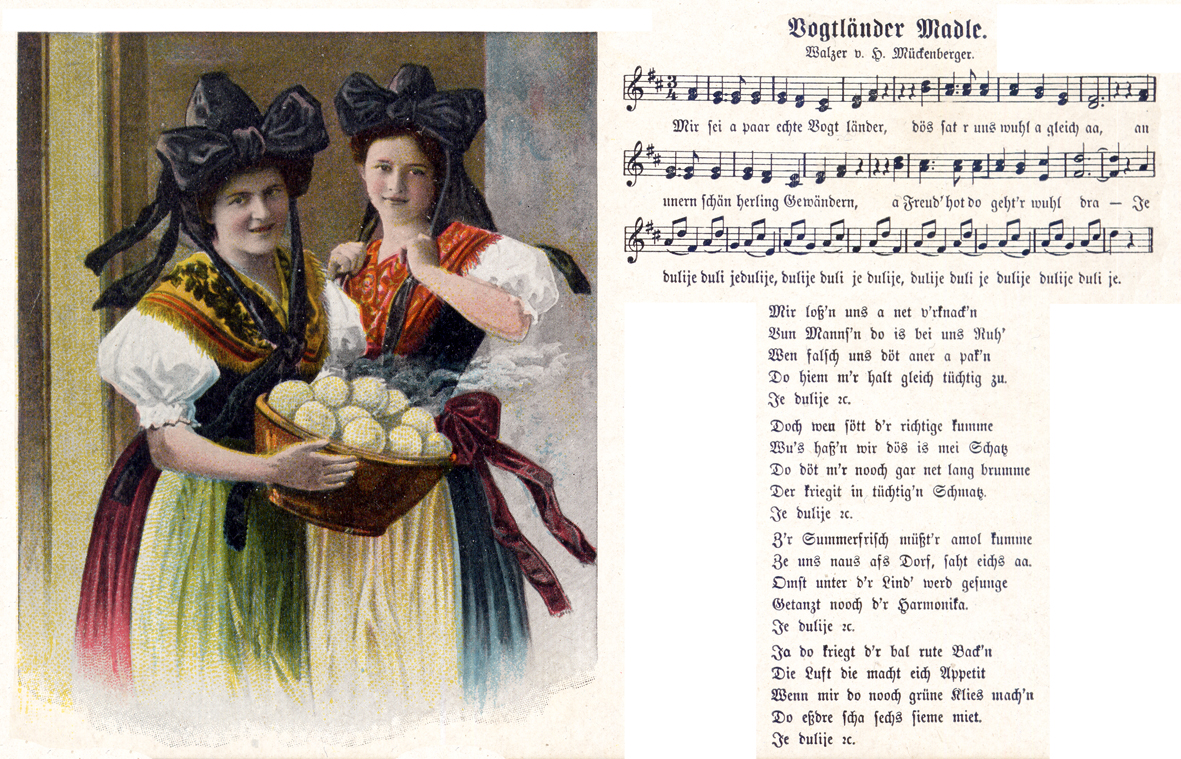
Vogtländer Madle – Liedpostkarte von Hilmar Mückenberger, 1910

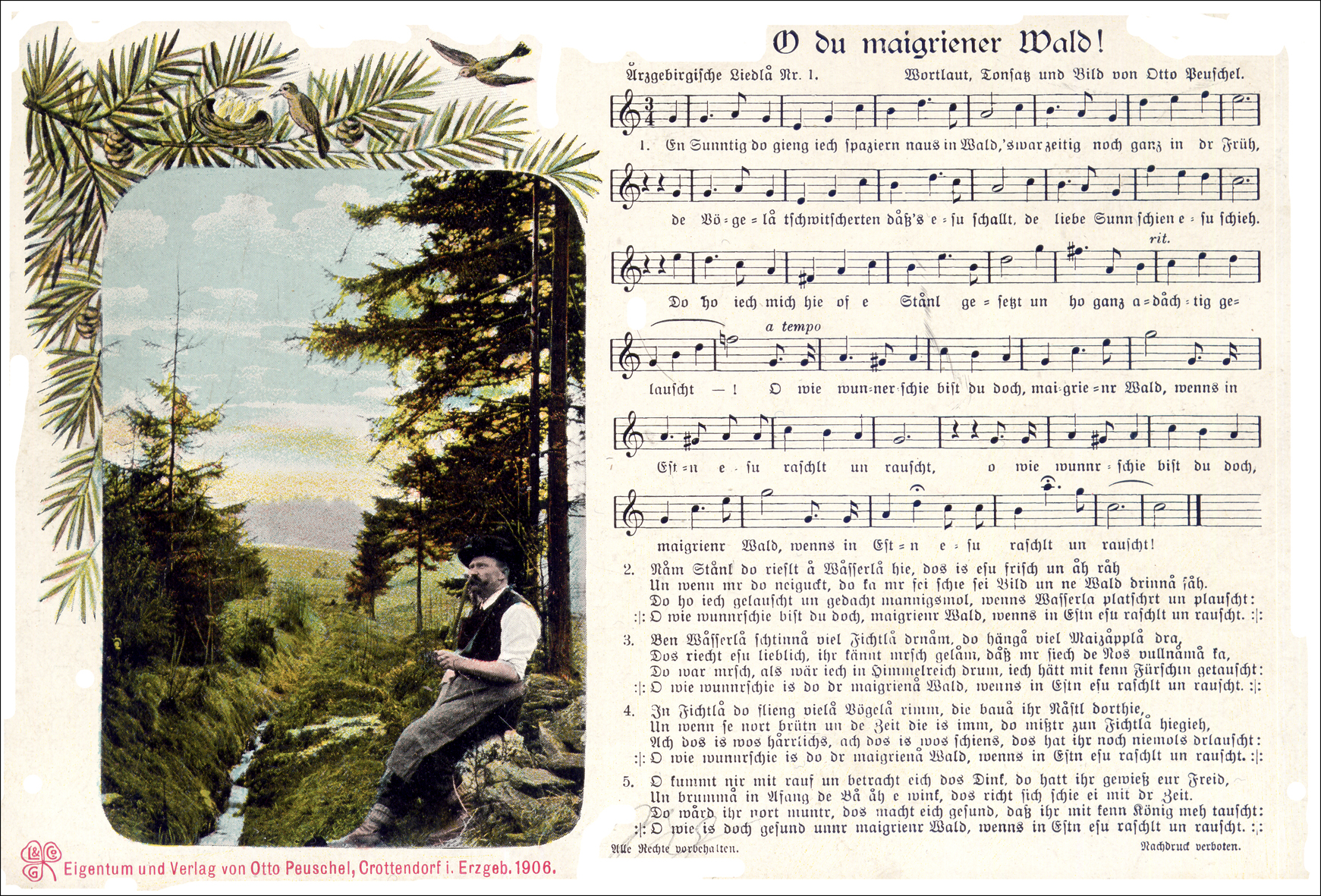
O du maigriener Wald! – Liedpostkarte von Otto Peuschel, 1906

Die Zahl der Liedpostkarten, die zwischen 1895 und 1941 in Sachsen erschienen, wird auf 500 bis 600 geschätzt und erreichte eine Gesamtauflage von mindestens 200 000 Stück. Etwa 90 Prozent der Veröffentlichungen entfallen auf die erzgebirgischer Mundart, knapp zehn Prozent auf vogtländische Mundart, dabei besonders auf Hilmar Mückenberger (1855–1937), der im Erzgebirge geboren wurde und bis zu seinem Tod im Vogtland lebte. 
Den kleinsten Liedpostkarten-Anteil hatte die Oberlausitz. Zahlreiche Liedpostkarten oft unbekannter Autoren erschienen in Selbst- und Eigenverlagen, meist als farbige Chromolithographien und in kleinen Auflagen.

### Verbreitete Autoren in Sachsen und Böhmen
Die verbreitetsten Autoren sind Anton Günther, dessen Gesamtwerk mit Gedicht-, Spruchkarten und Landsturmliedern etwa 180 Karten umfasst. Von Hans Soph sind 30 Karten bekannt. Beide veröffentlichten ausschließlich in erzgebirgischer Mundart. Hilmar Mückenberger brachte es insgesamt auf 35 Karten, die sowohl erzgebirgische, vogtländische wie hochdeutsche Liedtexte hatten. Von Otto Peuschel aus Crottendorf sind 16 Karten bekannt.
Ohne die Liedpostkartenveröffentlichungen wären viele Volks- und Weihnachtslieder der sächsischen Mittelgebirge nicht erhalten geblieben.
Weitere bekannte Liedpostkarten-Autoren sind u. a.: Kurt Petzold, Curt Rambach, Curt Nestler, Hans Siegert, Reinhold Fischer, Max Nacke, Christian Friedrich Röder und Gottfried Lattermann. Auch vom Schwarzenberger Industriellen Friedrich Emil Krauß ist 1942 eine Liedpostkarte Kinderlied zur Weihnachtszeit in der Komposition von Christian Lahusen im Eigenverlag erschienen. Daraus wurde eine Serie, bebildert mit mehrfarbigen Holzschnitten von mindestens zehn Karten.